# Bandy i Afghanistan
I Afghanistan är bandy en sport under utveckling. Afghanistan är medlemmar i det internationella bandyförbundet FIB sedan FIB:s kongress under VM 2012 i Almaty, då även ett asiatiskt förbund godkändes.

## Bandy-VM 2017
Under en intervju i P4 Värmland meddelades det att ett afghanskt bandylandslag eventuellt kommer att ställa upp i Bandy-VM 2017, laget består till största delen av killar ifrån Karlstad.